# One (Metallica)
"One" är en låt av det amerikanska metalbandet Metallica, utgiven på singel i januari 1989, och återfinns på gruppens fjärde studioalbum ...And Justice For All, som släpptes 1988. Texten är skriven av James Hetfield och Lars Ulrich.
Låttexten är inspirerad av Dalton Trumbos roman Johnny var en ung soldat, från 1939, och filmen med samma namn från 1971 figurerar i musikvideon till låten. Boken handlar om den unge amerikanske soldaten Joe Bonham som går ut i första världskriget men träffas av en artilleripjäs och vaknar upp på sjukhus med mun, näsa, ögon, öron, armar och ben bortsprängda, därmed en fånge i sin egen kropp men med en fullt fungerande hjärna. 
Det som beskrivs i låttexten utspelar sig endast då Joe vaknat upp på sjukhuset till skillnad från boken, filmen och musikvideon som vidare beskriver fler delar ur Joes liv. 

## Låtlistor
Amerikansk CD och 7"
1. "One" – 7:24
2. "The Prince" – 4:26

Internationell CD och 12"
1. "One" – 7:24
2. "For Whom the Bell Tolls" (live) – 4:48
3. "Welcome Home (Sanitarium)" (live) – 6:06

Internationell CD och 7"
1. "One" – 7:24
2. "Seek and Destroy" (live) – 8:42

## Listplaceringar
| Listor (1989/1994)            | Högsta placering |
| ----------------------------- | ---------------- |
| Amerikanska Billboard Hot 100 | 35               |
| Australiska singellistan      | 38               |
| Brittiska singellistan        | 13               |
| Nederländska singellistan     | 3                |
| Norska singellistan           | 4                |
| Nyzeeländska singellistan     | 13               |
| Tyska singellistan            | 31               |
| Svenska singellistan          | 3                |